# Висоцький Володимир Семенович
Мне меньше полувека — сорок с лишним.
Я жив, тобой и Господом храним.
Мне есть что спеть, представ перед Всевышним,
Мне есть чем оправдаться перед Ним.
Володи́мир Семе́нович Висо́цький (рос. Владимир Семёнович Высоцкий; 25 січня 1938, Москва, РРФСР — 25 липня 1980, там само) — радянський актор, співак і поет, класик жанру авторської пісні, автор низки прозаїчних творів. Лауреат Державної премії СРСР (1987, посмертно).
Висоцький написав близько 700 пісень і віршів, з великим успіхом гастролював у СРСР і за кордоном.
Самостійно і у співавторстві створив кілька прозаїчних творів.
Як актор зіграв близько тридцяти ролей у фільмах (зокрема «Місце зустрічі змінити не можна», «Вертикаль»).
Учасник постійної трупи театру Драми і комедії на Таганці.
Висоцький особливо прославився виконанням своїх авторських пісень під акустичну гітару. У роки суворої цензури він зачіпав цілу низку заборонених тем,  — в радянські часи його записи розповсюджувалися здебільшого на магнітоальбомах, йому забороняли зніматися у багатьох фільмах, виїзд за кордон став можливим завдяки активним діям дружини — французької актриси Марини Владі.

## Життєпис
Володимир Висоцький народився 25 січня 1938 року о 9:40 в Москві, у пологовому будинку на 3-й Міщанській вулиці, 61/2. Його батько Семен Володимирович (Вольфович) Висоцький (1916–1997) — родом із Києва, військовий зв'язківець, ветеран Другої світової війни, полковник. Мати — Ніна Максимівна (до шлюбу Серьогіна, 1912–2003)  — за фахом перекладачка з німецької мови.
Дядько Олексій Володимирович Висоцький, (1919–1977) — письменник, учасник Другої світової війни, кавалер трьох орденів Червоного Прапора.

### Походження роду
Рід Висоцьких єврейського походження, з містечка Селець, Пружанського повіту, Гродненської губернії, нині  — Брестської області, Білорусь. Прізвище, ймовірно, пов'язане з назвою міста Високе, Кам'янецького району, Брестської області, або села Висоцьк Дубровицького району Рівненської області (Україна).[джерело?]
Про безпосередніх родичів Володимира Висоцького: його батько Семен Вольфович Висоцький народився в Києві, був військовим, ветераном Другої світової війни, згідно з київськими дослідниками та спогадами кузини поета Ірени Висоцької.
- Батько — Семен Володимирович (Вольфович) Висоцький (1916—1997) — уродженець Києва[14], військовий зв'язківець, ветеран Другої світової війни, кавалер більш ніж 20 орденів і медалей, почесний громадянин міст Кладно і Праги, полковник.
- Дядько — Висоцький Олексій Володимирович (1919—1977)  — письменник, учасник Другої світової війни, артилерист, кавалер трьох орденів Червоного Прапора, полковник.
- Мати  — Ніна Максимівна (до шлюбу Серьогіна), (1912—2003). Закінчила Московський інститут іноземних мов, працювала перекладачкою-референткою німецької мови в іноземному відділі ВЦРПС, потім гідом в «Інтуристі». У перші роки війни служила в бюро транскрипції при Головному управлінні геодезії і картографії МВС СРСР. Закінчила трудову діяльність начальницею бюро технічної документації в НДІхіммаш[15].
- Дід Висоцького по матері, Максим Іванович Серьогін, приїхав до Москви у віці 14 років з села Огарьово Тульської губернії. Пізніше він став працювати швейцаром у різних московських готелях. У них з дружиною Євдокією Андріївною Сінотовою було п'ятеро дітей, у тому числі й Ніна Максимівна. Вона народилася в 1912 році. Після ранньої смерті батьків стала жити самостійно, займаючись вихованням молодшого брата. Працювала перекладачем з німецької мови[15].
- Дідусь та бабуся Висоцького по батькові — Вольф Шльомович Висоцький (1889, Брест-Литовськ — 1962, Москва) та Дора Овсіївна Висоцька (до шлюбу Бронштейн); 1891, Житомир — 1970, Київ) — протягом 1911—1926 рр. мешкали у Києві, пізніше переселилися до Москви. Дора Овсіївна згодом повернулася у Київ, де й жила до смерті у 1970 р. До 2 Світової війни вона одружилася і стала офіційно Дар'я Олексіївна Семененко (прізвище чоловіка). У Києві вона пережила окупацію, довгі десятиліття працювала відомою косметологинею.

### Дитинство
Раннє дитинство Висоцький провів у московській комунальній квартирі на 1-й Міщанській вулиці.

| «На тридцять вісім кімнаток усього одна вбиральня...» Володимир Висоцький про своє раннє дитинство, 1975 |
Після відкриття Східного фронту Другої світової війни з матір'ю евакуювався в Оренбурзьку область. Влітку 1943 року вони повертаються до Москви.
У 1947 році разом з батьком-офіцером, який на той час вже розлучився з матір'ю Володимира, потрапив до післявоєнної окупованої Німеччини. У 1949 році після повернення з Німеччини поселився у Великому Каретному провулку, де і склалася дружня компанія, якій Висоцький показував свої перші твори.
У 1955 році Висоцький закінчує середню школу і вступає до Московського інженерно-будівельного інституту імені В. В. Куйбишева, з якого йде, не провчившись навіть і року. Це рішення він ухвалив у новорічну ніч 1956 року. Він та Ігор Кохановський, шкільний товариш, вирішили зустріти Новий рік вельми своєрідно — за виконанням креслень, без яких їх не допустили б до сесії. Десь о другій годині ночі креслення були готові. Але тут Висоцький встав, узяв зі столу банку з тушшю (за іншою версією — кухоль міцно звареної кави), і став поливати свої креслення.
| «Все. Готуватимуся, є ще півроку, спробую вступити до театрального. А це — не моє», — сказав тоді Володимир. |

### Доросле життя
Улітку 1956 року вступає до Школи-студії МХАТ імені В. І. Немировича-Данченка на акторське відділення. Зі школою-студією пов'язаний його перший шлюб — на першому курсі Висоцький знайомиться з Ізольдою Жуковою, яка пізніше стала його дружиною.
У 1960 році, закінчивши студію, працює в Московському драматичному театрі імені О. С. Пушкіна і декілька місяців — в Московському театрі мініатюр. Тоді ж починає зніматися в кіно («Однолітки» (1959), «Кар'єра Діми Горіна» (1961)).
З Ізольдою Жуковою Висоцький розлучився через сварки. Незабаром на зйомках знайомиться з Людмилою Абрамовою, яка стає його другою дружиною. Абрамова народжує йому двох синів — у 1962 Аркадія і в 1964 Микиту.
У 1960—1961 роках з'являються і перші пісні. Першою піснею вважають «Татуировка» (1961), хоча сам автор говорив, що пісня «49 дней» написана раніше (ймовірно в 1960).
У 1964 році Висоцький вступає до Московського театру драми і комедії на Таганці, де працює до 1980 року. За словами самого Висоцького, цей театр, на відміну від попередніх, став для нього «своїм театром».
| «До мене в театр прийшов найматися молодий чоловік. Коли я запитав його, що він хоче прочитати, він відповів: «Я декілька своїх пісень написав, послухаєте?» Я погодився прослухати одну пісню, тобто, фактично, наша зустріч повинна була протривати не більше, ніж п'ять хвилин. Але я слухав, не відриваючись, півтори години». Юрій Любимов. |
У 1967 році з виходом фільму «Вертикаль» Висоцький ураз стає відомим. Фільм став успішним, на думку багатьох, завдяки його пісням. Попередні роботи актора в кіно не викликали такої уваги глядачів. «Вертикаль» можна вважати початком популярності Володимира як кіноактора.
| Режисер фільму Станіслав Говорухін згадував: «…Актори деякий час повинні були пожити в наметах. …Альпіністи вважали його своїм. Вірили, що він досвідчений підкорювач вершин. А він побачив гори вперше за два місяці до того, як написав пісні про гори, що стали такими популярними». |
Також 1967 рік знаменний знайомством із Мариною Владі (справжнє ім'я Марина-Катрін Володимирівна Полякова-Байдарова, французька актриса російського походження), яка 1 грудня 1970 року стає третьою дружиною Висоцького.
| «…Краєчком ока я помічаю, що до нас прямує невисокий, погано одягнений молодий чоловік. Я мигцем дивлюся на нього, і лише світло-сірі очі на мить привертають мою увагу. Але вигуки в залі примушують мене перервати розповідь, і я повертаюся до нього. Він підходить, мовчки бере мою руку і довго не випускає, потім цілує її, сідає навпроти і вже більше не зводить з мене очей. Його мовчання не бентежить мене, ми дивимося одне на одного, неначе завжди були знайомі. Я знаю, що це — ти» Марина Владі про перше знайомство з Володимиром Висоцьким. |
Завдяки шлюбу з іноземкою Висоцький тепер може виїжджати за кордон. У результаті за межами СРСР виходять платівки з його піснями.
У 1968 році виходить перша гнучка платівка В. Висоцького з піснями з кінофільму «Вертикаль» (1967), а в 1973—1976 роках він записує за кордоном ще чотири авторські диски.
Прийшли 70-і роки, робіт в кіно стало менше, але стало більше у фільмах пісень Висоцького, або пісень на його вірші. Чиновники Держкіно не давали згоди на участь Висоцького у фільмах, всіляко перешкоджали цьому.
29 листопада 1971 року — прем'єра «Гамлета» в Театрі на Таганці, головну роль в якому виконав Висоцький. Ця роль пізніше вважалася «візитною карткою» актора. Заради цієї ролі актор неодноразово відмовлявся від алкоголю. Примусити кинути пити Висоцького не могла навіть Марина Владі, яку він кохав до безтями. І лише можливість грати головну роль в «Гамлеті» стримувала Висоцького.
«Працювати треба!» — була його улюблена приказка. Якби він міг, працював би цілодобово. Сон — 3-4 години, решта — робота. Пісні свої він писав в основному вночі. Приходив додому після спектаклю, і сідав за роботу. Марина ставила перед ним чашку з гарячим чаєм і тихо сідала в кутку. Іноді вона засинала, і тоді, вже під ранок, Висоцький будив її, щоб прочитати рядки, написані за ніч.

### Останній рік життя
16 квітня 1980 року відбулася остання кінозйомка концерту Висоцького в Ленінградському ВДТ, де він виконував пісні «Кони привередливые», «Купола», «Охота на волков» і розповідав про свою творчість. Фрагмент цієї зйомки увійшов до передачі В. Виноградова «Я возвращаю ваш портрет». На зворотному боці подвійного альбому «Сыновья уходят в бой» фотографії саме з цього концерту.
22 травня 1980 року відбувся один з останніх концертів Висоцького (в Калінінграді), на якому йому стало зле.
За рік до смерті Висоцький ймовірно пережив клінічну смерть (можливо була тривала втрата свідомості). Це сталося 25 липня 1979 року під час гастролей по Узбекистану, а саме у м. Бухара.
Багато подробиць свого похорону й встановлення пам'ятника на могилі Висоцький передбачав, вони описані в пісні «Пам'ятник».
Помер артист 25 липня 1980 року приблизно о 3–4 годині ранку у своїй квартирі на Малій Грузинській, 28. Висоцький не впорався із власним ритмом життя, не витримало серце.
28 липня 1980 року Висоцького ховала, здавалося, вся Москва, хоча офіційного повідомлення про смерть не було — в цей час проходила московська Олімпіада. Тільки над віконцем театральної каси було вивішене скромне оголошення: «Помер актор Володимир Висоцький».

## Творчість

### Поезія і пісні
Висоцький написав понад 700 віршів та пісень, поему для дітей (у двох частинах).

### Висоцький і радіо
Висоцький взяв участь у створенні 11 радіоспектаклів (в тому числі «Мартін Іден», «Кам'яний гість», «Незнайомка», «За Бистрянським лісом»).

### Кінематограф
Висоцький знявся майже в 30 фільмах, у багатьох з них звучать його пісні. На багато ролей його не затверджували, і не завжди з творчих міркувань. Висоцький брав участь також в озвучуванні одного мультфільму — «Чарівник Смарагдового міста». Крім того, спочатку передбачалося, що Вовка в мультфільмі «Ну, постривай!» озвучуватиме Висоцький, але згодом його замінив Анатолій Папанов.

## Фільмографія
- 1959 — Однолітки — Петя
- 1961 — Кар'єра Діми Горіна — Софрон
- 1962 — 713-й просить посадку — Солдат морської піхоти
- 1963 — Штрафний удар — Юрій Нікулин
- 1963 — Живі і мертві — веселий солдат
- 1965 — Наш дім — Механік
- 1965 — На завтрашній вулиці — Петро Маркін
- 1965 — Кухарка — Андрій Пчолка
- 1966 — Вертикаль — Володя
- 1966 — Я родом з дитинства — капітан-танкіст Володя
- 1967 — Короткі зустрічі — Максим
- 1968 — Інтервенція — Мішель Воронов/Євгеній Бродський
- 1968 — Служили два товариші — Брусенцов
- 1968 — Господар тайги — Рябий
- 1969 — Небезпечні гастролі — Жорж Бенгальський (Микола Коваленко)
- 1969 — Білий вибух — капітан
- 1972 — Четвертий — Он
- 1973 — Погана добра людина — фон Корен
- 1974 — Єдина дорога — Солодов
- 1975 — Втеча містера Мак-Кінлі — Білл Сіґер
- 1975 — Єдина — Борис Ілдіч
- 1976 — Розповідь про те, як цар Петро арапа женив — Ганібал
- 1977 — Їх двоє — епізод
- 1979 — Місце зустрічі змінити не можна — капітан Гліб Жеглов
- 1979 — Маленькі трагедії — Дон Гуан

## Посмертне визнання поета і його вплив на культуру
У роки суворої цензури Висоцький торкався цілої низки заборонених тем, через що й сам багато в чому був під забороною, але, попри всі обмеження, популярність Висоцького була й залишається донині феноменальною. Це обумовлюється його людською чарівністю і масштабністю особистості, поетичним даром, унікальністю виконавської майстерності, граничною щирістю, волелюбністю, енергетикою виконання пісень і ролей, точністю розкриття пісенних тем і втілення образів.

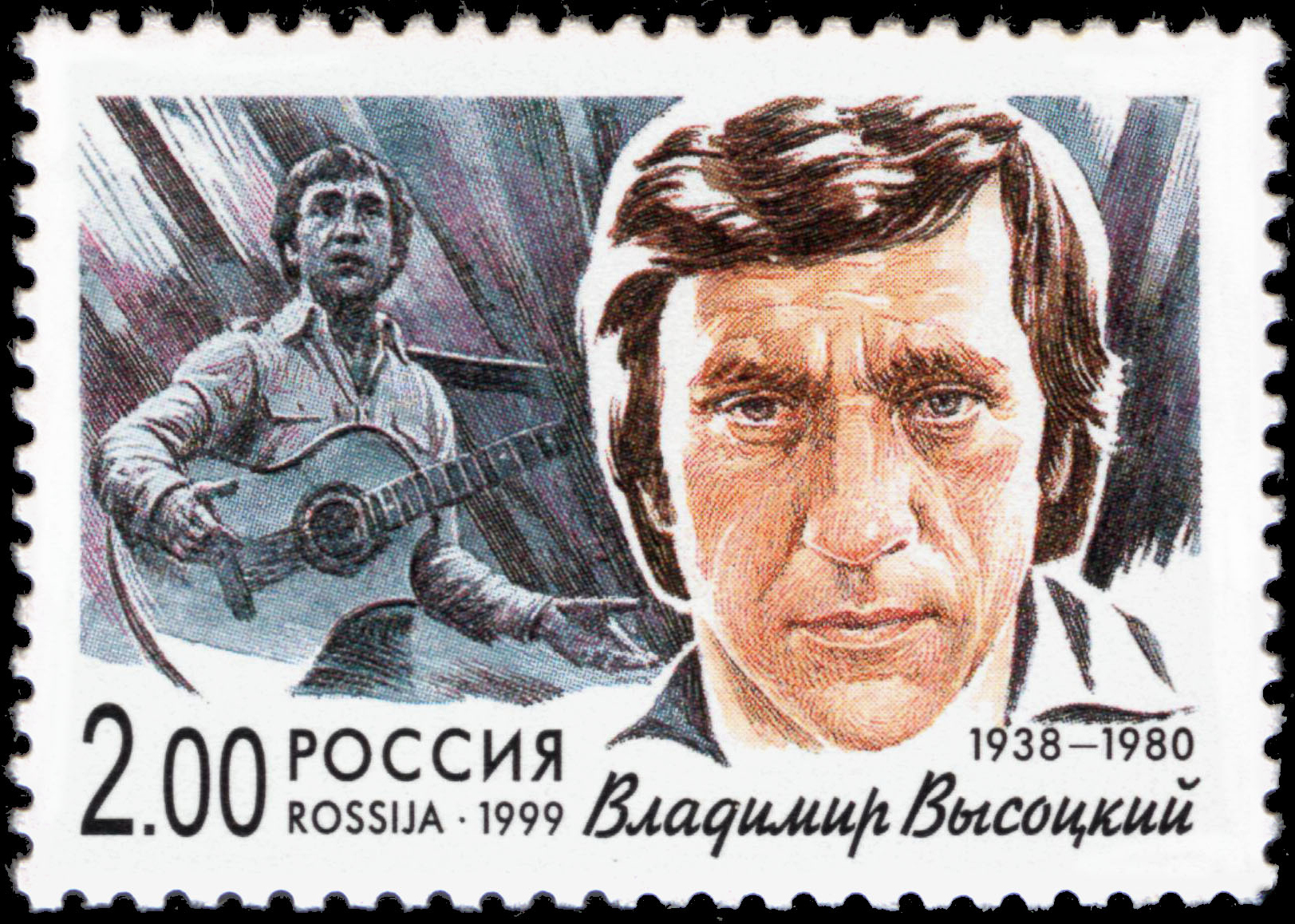
Поштова марка Росії із серії «Популярні співаки російської естради», присвячена Володимиру Висоцькому, 1999, 2 рубля (Каталог ИТЦ 541, Скотт 6547)

У 1981 році була опублікована перша велика збірка творів Висоцького, «Нерв», тоді ж вийшла перша повноцінна («диск-гігант») радянська платівка. У 1986 році Висоцькому було посмертно присвоєне звання заслуженого артиста РРФСР, а в 1987 за створення образу Жеглова в телевізійному художньому фільмі «Місце зустрічі змінити не можна» і авторського виконання пісень — присуджена Державна премія СРСР. У 1989 році Рада Міністрів СРСР підтримала пропозицію Радянського фонду культури, Міністерства культури СРСР, Московського міського виконкому і громадськості про створення музею Володимира Висоцького в Москві.

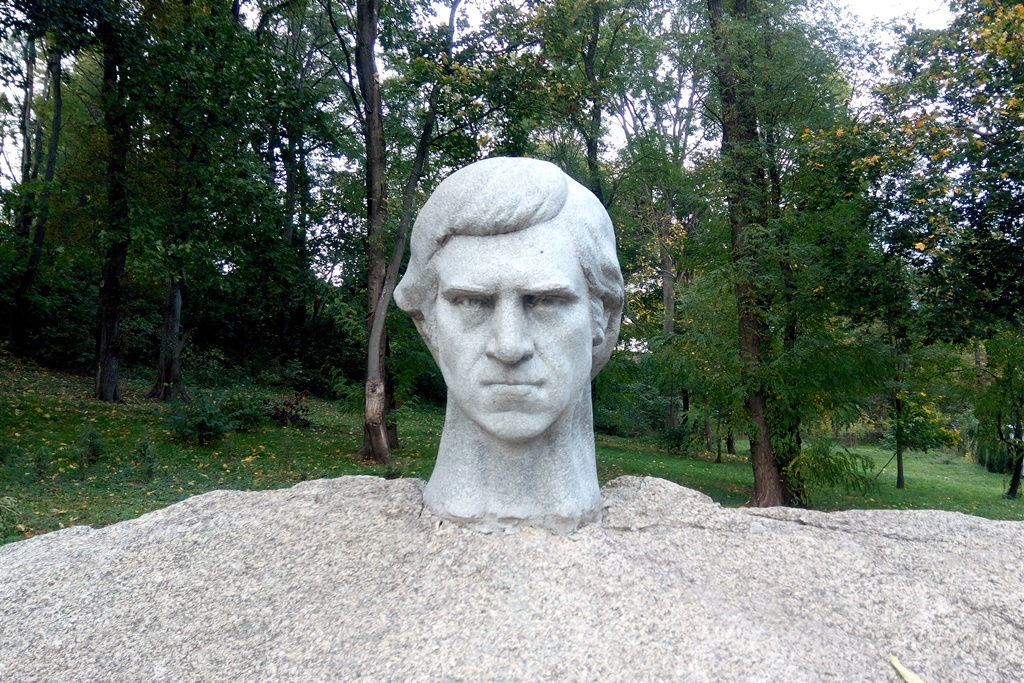
Володимир Висоцький в Парку скульптур міста Коростишів (демонтовано 2025 року)

На честь поета названий астероїд «Владвисоцький» (2374 Vladvysotskij).
Ельдар Рязанов зняв у 1987 році документальний фільм «Чотири зустрічі з Володимиром Висоцьким».
20 січня 1998 року в м. Мелітополі, біля Будинку Зв'язку, на честь 60-ліття поета, музиканта і актора відкрито пам'ятник (автори — Юхим Харабет і Юрій Балдін. Це перший пам'ятник Володимиру Висоцькому, встановлений в Україні.
Петро Буслов зняв у 2011 році біографічний фільм «Висоцький. Дякуємо, що живий». Сценарій фільму написав син Володимира Висоцького Микита.
Фільм розповідає про п'ять днів 1979 року, коли Володимир Семенович Висоцький на гастролях в Узбекистані пережив клінічну смерть.
Початково фільм називався «Чёрный человек», а його режисером і сценаристом був Ігор Волошин, який зняв до того автобіографічний фільм «Я». Також, як і його попередня картина, фільм «Чёрный человек» був присвячений наркоманії, що викликало незадоволення з боку організаторів, внаслідок чого Ігор Волошин був звільнений, а його картину передали режисеру Петру Буслову. В той же час Ігор Волошин стверджує, що від виробництва вищезазначеного фільму він відмовився сам, через особисті причини.
Образ Висоцького зроблено з використанням високотехнологічного гриму і технологій комп'ютерної обробки зображень. Роль Володимира Висоцького озвучує його син Микита Висоцький.
Початково прем'єра була призначена на 24 липня 2011 року й присвячена 31-й роковині з дня смерті поета та актора, але потім її перенесли на осінь 2011 року. Відтак, на одному з рок-фестивалів була названа нова дата — 31 грудня 2011 року. 25 липня 2011 року був показаний другий трейлер фільму й була названа кінцева дата виходу на екран — 1 грудня 2011 року.
Творчість Володимира Висоцького, що сприяла ширшому визнанню авторської пісні, побічно допомогла становленню радянської рок-музики. Мотиви пісень Висоцького трапляються у творчості пізніших бардів і рок-поетів, наприклад, «Время колокольчиков» Башлачова і «Сумерки» Кінчева варіюють фрагменти «Куполів» Висоцького. Пісні: «Циганочка» — Юрія Шевчука, «Пам'яті Висоцького» — Юрія Лози.
Пам'яті Висоцького присвятили вірші й пісні такі автори, як Б. Ахмадуліна, О. Башлачов, Ю. Візбор, А. Вознесенський, О. Городницький, О. Градський, В. Доліна, Є. Євтушенко, Ю. Кім, І. Кохановський, Ю. Лоза, А. Макаревич, Б. Окуджава, Л. Філатов, В. Асмолов та інші.
За результатами опитування ВЦІОМ, що проводилося 2010 року, Висоцький зайняв друге місце в списку «кумирів XX століття» після Юрія Гагаріна.

## Дискографія

### Прижиттєві диски, видані в СРСР

#### Персональні видання
За життя Висоцького було випущене всього 6 мільйонів:
- 1968 — «Песни из кинофильма Вертикаль» (Прощание с горами. Песня о друге. Вершина. Военная песня).
- 1972 — «Песни Владимира Высоцкого» (Он не вернулся из боя. Песня о новом времени. Братские могилы. Песня о земле).
- 1972 — «Песни Владимира Высоцкого» (Мы вращаем Землю. Сыновья уходят в бой. Аисты. В темноте).
- 1974 — «Песни Владимира Высоцкого» (Корабли. Черное золото. Утренняя гимнастика. Холода, холода).
- 1975 — "В.Высоцкий. Песни " (Кони привередливые. Скалолазка. Москва-Одесса).
- 1975 — «Песни Владимира Высоцкого» (Она была в Париже. Кони привередливые. Скалолазка. Москва-Одесса).

У 1979 р. також був випущений експортний диск-гігант, до якого увійшли пісні, записані в різні роки на «Мелодії», але так і не видані.

#### За участі Висоцького
У 1977 були випущені подвійний альбом «Аліса в Країні чудес» і міньон «Аліса в Країні чудес. Пісні з музичної казки».
Окрім цього, відомо про 15 платівок, в які входили по одній або декілька пісень Висоцького, в основному це пісні з кінофільмів і збірки військових пісень (наприклад, «Друзьям-однополчанам», «День Победы»).
Також пісні Висоцького звучали на 11 платівках у музичних журналах (в основному, «Кругозор»), а 1965 року в тому ж "Кругозорі (№ 6) були видані уривки зі спектаклю «10 днів, які потрясли світ» за участю Висоцького та інших таганських акторів.

### У СРСР і Росії після смерті
Видано і продовжує видаватися велика кількість дисків. Мабуть, найбільшим є «На концертах Владимира Высоцкого» на 21 диску (1987—1992 рр.)

### За кордоном
- У Франції з 1977 по 1988 випущено 13 платівок (зокрема серія з 7 платівок «Владимир Высоцкий в записях Михаила Шемякина»).
- У США з 1972 по 1985 випущено 12 платівок.
- У Фінляндії в 1979 1 платівка.
- У Німеччині з 1980 по 1989 випущено 4 платівки.
- У Болгарії з 1979 по 1987 випущено 6 платівок.
- В Японії з 1976 по 1985 випущено 4 платівки.
- У Кореї в 1992 випущено 2 платівки.
- В Ізраїлі (у 1974 або 1975) вийшла платівка «Невидані пісні російських бардів», на якій є 2 пісні Висоцького.

## Дружини і діти
1. Іза Костянтинівна Висоцька (до шлюбу Мєшкова, в першому шлюбі Жукова). Народилася 22 січня 1937 року. Одружені з 25 квітня 1960 року. Дата розлучення невідома. За одними даними, разом подружжя прожило неповні 4 роки, за іншими, розлучення було оформлене 1965 року, проте відомо, що вони насправді розлучилися задовго до офіційного розлучення. Тому син Ізи Костянтинівни, що народився 1965 року, отримав прізвище Висоцький, будучи, по суті, сином іншої людини.
2. Людмила Володимирівна Абрамова. Народилася 16 серпня 1939 року. Одружені з 25 липня 1965 року по 10 лютого 1970 року, розлучені; двоє синів: Аркадій (нар. 1962) і Микита (нар. 1964).
3. Катерина Марина Полякова-Байдарова (фр. Catherine Marina de Poliakoff-Baïdaroff), відома за сценічним псевдонімом Марина Владі. Народилася 10 травня 1938 року. Одружені з 1 грудня 1970 року по 25 липня 1980 року.

Двоюрідна сестра Володимира, Висоцька Ірена Андріївна, народилась і жила в м. Мукачеве, в Україні, потім переїхала до Москви.

## Гітари Висоцького
Висоцький завжди грав на семиструнних гітарах.
Перша гітара, яка виділяється із загального ряду, з'явилася у нього 1966 року. Її Володимир Семенович купив у вдови Олексія Дикого. Пізніше він розповідав, що цю гітару "робив якийсь майстер австрійський 150 років тому. Її купили князі Гагаріни, а в них перекупив артист Блюменталь-Тамарин і подарував Дикому… ". Ймовірно, ця гітара брала участь у фотосесії Висоцького і Владі в 1975 році (фотограф — В. Ф. Плотніков).
1975 роком датуються фотографії, на яких Висоцький зображений з першою гітарою, зробленою для нього Олександром Шуляковським (з головкою грифа, зробленою у вигляді ліри). Цей майстер зробив для Висоцького 4 або 5 гітар.
Також у Висоцького була гітара з двома грифами, яка подобалася йому своєю оригінальною формою, але другим грифом Володимир Семенович ніколи не користувався. З цією гітарою Володимир Семенович зображений на зворотному боці конверта 9-го диска серії «На концертах Володимира Висоцького».
У виставі «Злочин і кара», який був випущений в 1979 році, Висоцький грав на гітарі, що належала кінорежисерові Володимиру Аленікову, який віддав йому свою гітару для цієї ролі, оскільки гітара сподобалася Висоцькому і своїм несучасним виглядом, і забарвленням, і звучанням. Гітару цю робив колись петербурзький майстер Ягодкін. Після смерті поета Аленіков попросив театр розшукати гітару, і зрештою цю гітару йому повернули, але у вкрай жалюгідному, розбитому стані, у неї не вистачало деяких частин, полагодити її ніхто не брався. У 1991 році Аленіков відвіз розбиту гітару в Штати, де її врешті-решт привів до повного ладу гітарний майстер, індіанець Рік Тернер. Фотографія гітари з'явилася на обкладинці журналу «Акустик гітар» під ім'ям «Висоцький».

## Переклади
- З пісень Володимира Висоцького [Архівовано 28 березня 2006 у Wayback Machine.] — Wysotsky.com [Архівовано 5 червня 2009 у Wayback Machine.]